# Out of Sight
Out of Sight is een Amerikaanse misdaadkomedie uit 1998. De film werd geregisseerd door Steven Soderbergh en is gebaseerd op het gelijknamige boek van Elmore Leonard. 

## Verhaal
Jack Foley heeft weinig succes bij het beroven van banken. Wanneer hij weer eens in de gevangenis terechtkomt maakt hij het plan om zodra hij ontsnapt een grote slag te slaan. Het doelwit is de louche zakenman Ripley, die als medegevangene pochte dat hij een voorraadje ongeslepen diamanten thuis bewaart. Jack ontsnapt met de hulp van zijn maats Buddy en Glenn maar komt met de U.S. Marshal Karen Sisco in de kofferbak van dezelfde auto terecht. Tussen beiden ontstaat na enige gekissebis een romantische verhouding.
Ondertussen is ook de boef Maurice met zijn trawanten Kenneth en White Boy Bob met hetzelfde doel op weg naar Ripleys huis in Bloomfield Hills, een voorstadje van Detroit. Zal Foley op tijd komen om de diamanten in te pikken? Zal Karen hem daarbij in de weg staan?

## Rolverdeling
| Acteur            | Personage      |
| ----------------- | -------------- |
| George Clooney    | Jack Foley     |
| Jennifer Lopez    | Karen Sisco    |
| Ving Rhames       | Buddy Bragg    |
| Don Cheadle       | Maurice Miller |
| Dennis Farina     | Marshall Sisco |
| Albert Brooks     | Richard Ripley |
| Steve Zahn        | Glenn Michaels |
| Isaiah Washington | Kenneth        |
| Keith Loneker     | White Boy Bob  |
| Luis Guzmán       | Chino          |
| Nancy Allen       | Midge          |
| Catherine Keener  | Adele          |
| Viola Davis       | Moselle        |
| Paul Calderón     | Raymond Cruz   |

## Kenmerken
- Producent Danny DeVito kocht de filmrechten voor twee Elmore Leonard-boeken als één pakket: Out of Sight en Get Shorty. Later zou hij ook nog de verfilming van Be Cool produceren.
- Michael Keaton speelt het personage van FBI-agent Ray Nicolette, dat hij ook al vertolkte in de Miramax-film Jackie Brown, een andere Elmore Leonard-adaptatie. Om een juridisch conflict te vermijden werd Keatons rol niet op de aftiteling vermeld.
- De gevangenisscènes werden opgenomen in de gevangenis van Angola in Louisiana.
- Het was de eerste samenwerking tussen Soderbergh en hoofdrolspeler Clooney, die zou worden voortgezet met de Ocean's Eleven-reeks, Solaris en The Good German.
- De film kreeg twee Oscarnominaties, voor de montage en voor het bewerkte scenario. Het verhaal werd bekroond met een Edgar Allan Poe Award.
- DeVito creëerde in 2003-2004 als spin-off van de film een televisieserie rond het personage Karen Sisco. Deze serie liep tien afleveringen.